# Bò nướng lá lốt
Bò nướng lá lốt (còn gọi là bò lá lốt, thịt bò nướng lá lốt hoặc bò cuốn lá lốt) là một món ăn của Việt Nam có xuất xứ và thịnh hành ở vùng Nam Bộ, với nguyên liệu chính gồm thịt bò xay nhuyễn được cuốn trong lá lốt rồi sau đó chế biến theo phương pháp nướng, có thể kèm theo cả mỡ chài. Bên cạnh đó, các loại rau sống ăn kèm với món ăn cũng rất phong phú, từ xà lách, húng quế, diếp cá, chuối chát, dưa leo cho đến khế, tất cả đều được cuốn chung với bánh tráng và chấm cùng mắm nêm. Đây là món ăn thường xuyên xuất hiện trên bàn nhậu và cũng có thể dùng làm phần nhân trong một số loại bánh, đồng thời còn là thành phần không thể thiếu của bò bảy món rất được nhiều người ưa chuộng.

## Chế biến và thưởng thức

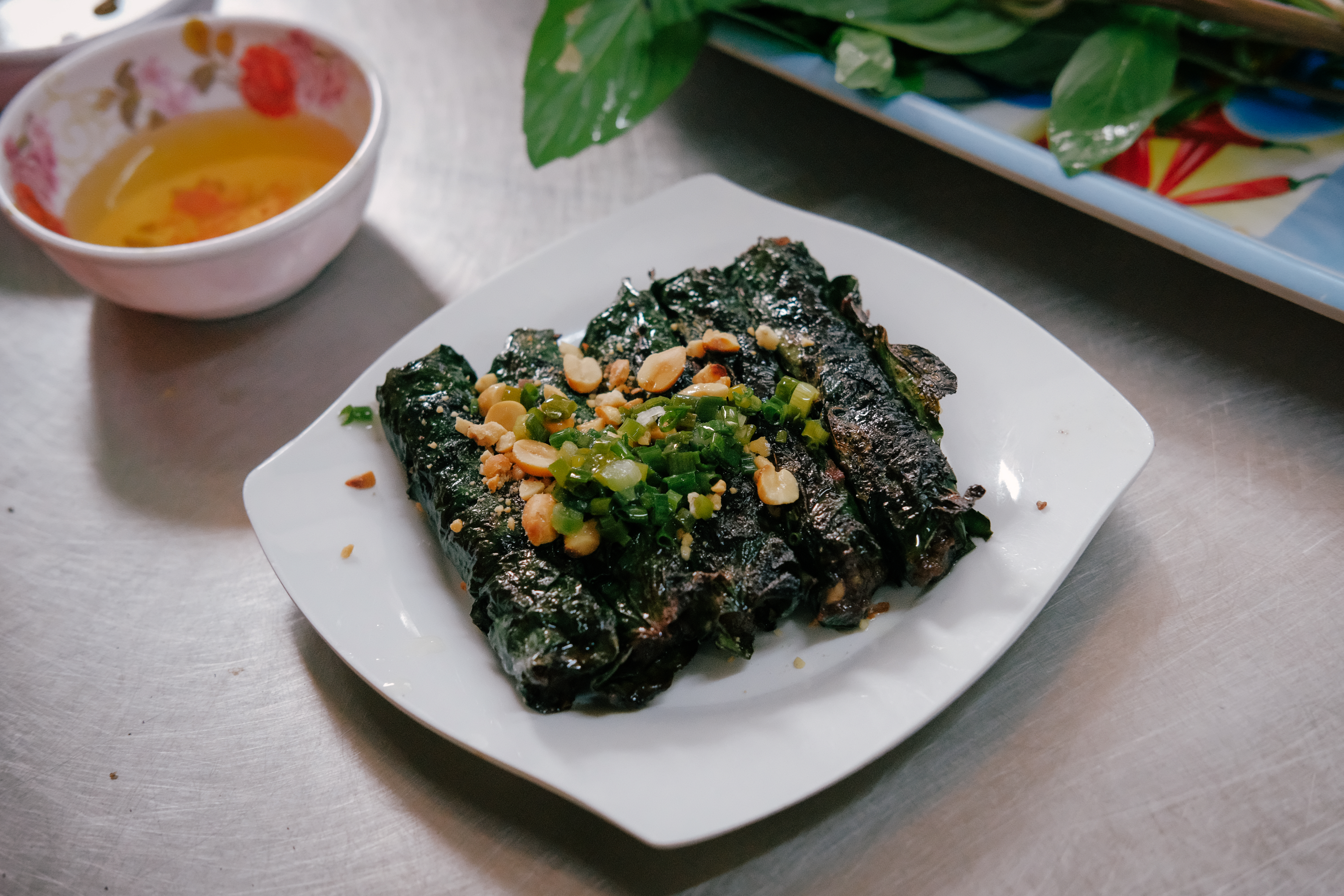
Một đĩa bò nướng lá lốt thành phẩm, được rắc đậu phộng và rưới mỡ hành.

### Sự phổ biến

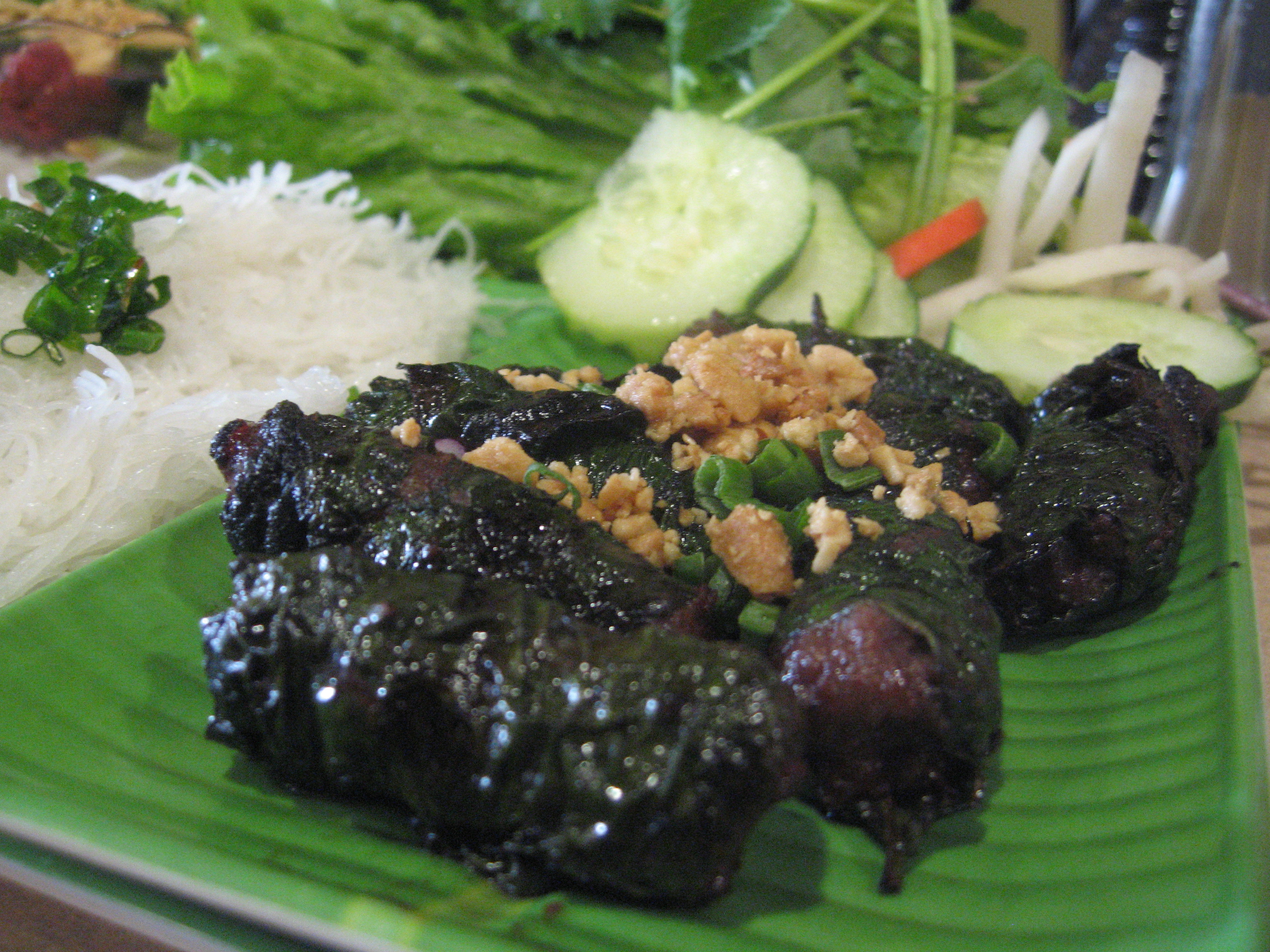
Một phần bò nướng lá lốt ăn kèm bánh hỏi cùng các loại rau.